# Fèlix Vivet i Trabal
Fèlix Vivet i Trabal (Torelló, 23 de gener de 1911 – Esplugues de Llobregat, 26 d'agost de 1936) fou un prevere català, salesià, mort com a màrtir en les persecucions de l'inici de la Guerra civil espanyola. És venerat com a beat per l'Església catòlica.
La seva família va traslladar-se a Barcelona, on estudià. Continuà estudis a Campello (Alacant) i ingressà a la Societat Salesiana el 1928, a Sarrià. Fou enviat a un col·legi d'Alcoi, i tres anys més tard anà a estudiar teologia a la Universitat Gregoriana de Roma.
Mentre era a Espanya per les vacances acadèmiques, esclatà la Guerra civil i es refugià a casa dels seus pares. El seu pare i un germà eren membres d'Acció Catòlica, i tots tres foren detinguts. Portats en un furgó a la rodalia, foren afusellats a una carretera, prop d'Esplugues de Llobregat. Fou beatificat l'11 de març de 2001 per Joan Pau II.